# ضرابخانه

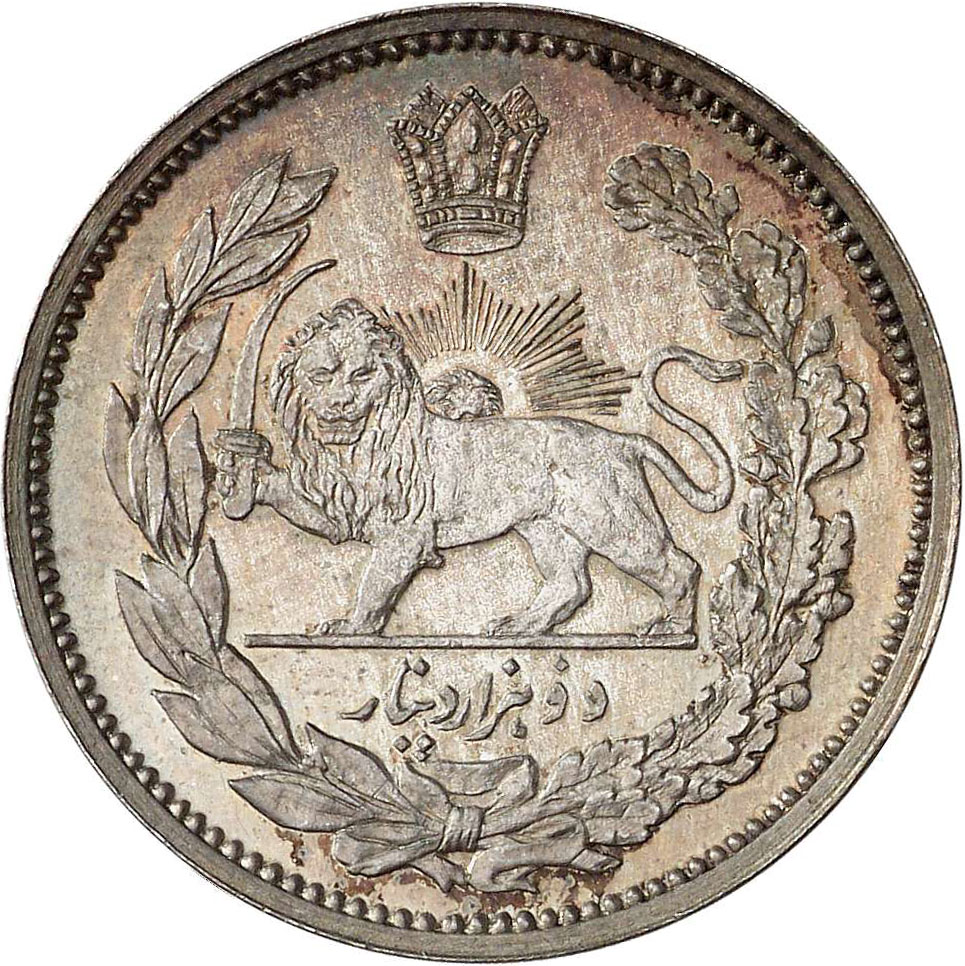
سکه ۲۰۰۰ دیناری که معادل ۲۰ قران بود (دوره محمدعلی شاه قاجار)

ضرابخانه یا زرآبخانه محلی است که تولید و ساخت سکه در آن انجام می‌گیرد. در ضرابخانه، پس از ذوب فلزات، با استفاده از قالب، پتک ویا چکش مخصوص، نقش مورد نظر را بر روی سکه حک می‌کنند.
بیشتر سکه‌ها از زَر و سیم ساخته می‌شدند.

## واژه ضراب و ضرابخانه
ضرابخانه در زبان ایتالیایی زِکَه Zecca (zéc·ca) است. به اسپانیایی و آراگونی سِکَه Ceca، و در کاتالانی Seca نوشته و خوانده میشود. سکه واژه‌ای پارسی برابر عملة در زبان عربی است. در زبانهای ایرانی چون کردی از واژه سکه (سککه) استفاده میشود. در زبان اردو و پشتو هم سکه را سکه و ایکی میگویند.  
ضرابخانه ‌Zarabkhaneh در عربی  «دار سك العملة»  خوانده می‌شود.  «دار»  در عربی برابر با سرا (سرای) در زبان پارسی است، و چنانکه گفته شد  «عملة» نیز برابر سکه است. جایی که سکه ساخته میشود.  
سکه‌ها بیشتر از زَر و سیم ساخته می‌شدند. زرآب برگرفته از دو واژه زَر (gold) و آب (آبگونه liquefy) است. از واژه زَر (زَر آب، زرافشان، زراندود، زربافت یا زَربَفت، زَرفام، زَرکش، زرکوب، زرگون و زرّین، زرینه، زریون را داریم). زرابی و الزرابي در زبان عربی برابر بالش و فرش در زبان پارسی است.    
هنگامیکه دریافت سجل یا شناسنامه در ایران اجرایی شد برای کسانیکه در ضرابخانه کار می‌کردند عنوان ضرّاب، ضرّابی و ضرابی بکارگرفته شد و باوجود برچیده شدن ضرابخانه‌ها یا زَرآبخانه‌ها (با ارزشترین سکه‌ها از زَر ساخته می‌شدند و از اینرو با این نام شناخته می‌شدند) این نام از بازماندگان آنان برجای مانده، و یادآور نسب ایشان است. در پاسپورت یا گذرنامه‌ها و سندهایی که به لاتین نوشته می‌شوند با توجه به صورت نویسه‌ی فارسی این نام‌خانوادگی، مشدد و یا بدون تکیه به شکل Zarabi و Zarrabi نوشته می‌شود. به لحاظ حقوقی اعضای خانواده‌ها بهتر است از یک صورت نوشتاری استفاده کنند. 
خانواده‌های ضرابی کاشان و تهران (نوادگان آقا محمدخان ضرابی کاشانی و عبدالرحیم کلانتر ضرابی) ، خانواده ضرّاب در تبریز، و ضرّابیه یزد Zarrabieh یا Zarrabiyeh نمونه‌هایی از این دست هستند.
هر کسی از سرپرست زرآب‌خانه تا کارگر ساده عنوان ضرابی گرفت. بنابراین ضرابی بطور گسترده میتواند معنای سرپرست و استاد زرآب‌خانه و کسی که در ساخت سکه مشارکت میکند داشته باشد. از آنجا که افراد گوناگونی که نسبت خویشاوندی با یکدیگر نداشتند در ضرابخانه ها به مشاغل مختلفی مشغول بودند نامهای خانوادگی با جزئیاتی از هم سوا شد که نشان دهنده عدم خویشاوندی این افراد باشد.

## سرپرستان ضرابخانه‌ها
سپهسالار امیر غیاث‌الدین بیگ (معروف به ضرابی)  
امیر شریف بیگ عباس‌منظورخان ضرابی 
«امیر غیاث‌الدین بیگ سردار و سپهسالار سپاه شاه عباس دوم بود،... شاه عباس اداره‌ نقاطی از جمله نیاسر، اسحق‌آباد و ضرابخانه کاشان را به او سپرد. بعد از فوت او پسرش امیر شریف بیگ ملقب به عباس‌منظورخان تیولات پدر از جمله ضرابخانه‌ کاشان را مدیریت می‌کرد. پسر وی آقامحمدخان ضرابی (معاصر نادرشاه و اوایل کریم‌خان زند) ابنیه و عمارات و مستحدثات خیریه فراوان از خود به یادگار گذاشت.»  خاندان ضرابی کاشان نام خانوادگی خود را از او گرفته‌اند. 
محمد ابراهیم معاون‌الدوله (فرزند ابوطالب مشهور به فرخ‌خان امین‌الدوله) زاده‌ی ۱۲۷۶ هجری قمری، تهران. از کارگزاران دولت و رئیس خزانه و ضرابخانه کشور بود، همچنین در چند دولت به عنوان وزیر امور خارجه، وزیر پست و تلگراف و وزیر مالیه خدمت کرد.  
امین‌الضربی که از جمله شغل‌های دیوانی و دولتی بود در  دوره ناصری با برچیده شدن ضرابخانه‌ها به پایان رسید.
از شخصیت‌های مهم دارای سمت امین‌الضربی میتوان به محمدحسن امین‌الضرب اصفهانی که فنون ضرب سکه را در فرنگ آموخته بود (اولین سرمایه‌گذار صنعتی ایران)، و فرزند وی محمدحسین امین الضرب (سرمایه‌دار و پدر برق ایران) نام برد. 
محمدحسن از طریق آشنایی با غرب و تجارتخانه‌های اروپایی و امریکایی ایران با شیوه‌های بازرگانی و تجارت آشنا شد و به تشکیل کمپانی پرداخت. آشنایی امین‌الضرب با غرب و تأثیراتی که از آن پذیرفت، موجب شد تا در زمینه‌های جدیدی مثل راه‌آهن و کارخانه نیز سرمایه‌گذاری کند. 
محمدحسن امین‌الضرب اصفهانی بزرگ‌ترین بازرگان قرن نوزدهم و اولین سرمایه‌گذار صنعتی در ایران و رئیس اتاق بازرگانی تهران بود.
همچنین میتوان از  عبدالله جهان‌آرا نام برد که هفت سال، ریاست ضرابخانه کشور را برعهده داشت.

## تاریخچه
در ضرابخانه‌های سنتی در ایران از وسایل زیر استفاده می‌شد:
1. دستگاه سیاکی (گدازنده) برای آبگونه ساختن یا ذوب و خالص کردن زَر (طلا)  و سیم (نقره).
2. دستگاه قرص کوبی که فلزات را به شکل قرص درمی‌آورد.
3. دستگاه آهنگری برای شمش کردن فلزات.
4. دستگاه چرخ کشی برای نوار کردن شمشها به ضخامت معین.
5. دستگاه قطاعی برای قطعه قطعه کردن نوار فلزات.
6. دستگاه کهله کوبی، فلزات قطعه شده را پهن کرده، به اندازه سکه درمی‌آورد.
7. دستگاه سفیدگری، قرصهای زر و سیم را پاک می‌کرد.
8. دستگاه تخش کنی، قرصهای کم وزن را جدا کرده، مجدداً با وزن صحیح آماده می‌کرد.
9. دستگاه سکه کنی، قرصها را سکه می‌کند.

از زمان ساسانیان نام زَرآبخانه بر سکه نوشته میشد. بررسی سکه‌های دوره ساسانی دانش گسترده‌ای در اختیار پژوهشگران می‌گذارد. اپرشهر، آترا، ایرانشهر شاپور، زرنج و سکستان، سمرکند از این دست است. (سکه‌های ساسانی و ضرابخانه‌های ساسانی) 
در دوران افشاریه و زندیه تا اواسط قاجاریه وضع ضرب سکه کم وبیش به‌همان صورت بود تا در سال ۱۲۸۲ هجری قمری، ناصرالدین شاه دستور داد ضرابخانه‌ای با روش جدید و به‌صورت ماشینی از فرانسه خریداری و به ایران وارد شود و پس از وقفه‌ای دوازده ساله، ضرابخانه جدید در سال ۱۲۹۴ قمری به دستیاری مستشاری اتریشی به نام پشان، کار خود را آغاز نمود. فکر ایجاد چنین ضرابخانه‌ای، سال‌ها قبل از این تاریخ، یعنی به سال ۱۲۲۲ هجری قمری در زمان ولیعهدی عباس‌میرزا نایب‌السلطنه در تبریز مورد توجه بوده و اقدام به تهیه مسکوک رسمی یا چرخی شده بود، اما به علت گرانی هزینه در حدود ۲۰۰ قطعه سکه سیمین (نقره‌ای) تهیه و ضرابخانه تعطیل شد.

## پیشینه‌ی ضرابخانه‌ها
پیش از تاسیس بانک، شهرهای گوناگون ضرابخانه‌ی جداگانه‌ی دولتی داشتند. بنابراین ضرابی‌های شهرهای گوناگون چون خاندان ضرابی کاشان، طایفه ضرابی کرمانشاه، شیراز، طایفه ضرابی گیلان... هیچیک نسبت خویشاوندی ندارند.  

## تاریخچه‌ی چاپ اسکناس در ایران
در اواخر قرن هفتم هجری (قرن ۱۳ میلادی) و در دوره سلطنت گیخاتوخان (سال ۶۹۳ ه‍.ق) پنجمین پادشاه سلسله‌ی ایلخانیان، به پیشنهاد عزالدین مظفر از نزدیکان صدر جهان (وزیر گیخاتو) با الهام از پول کاغذی چین، پول کاغذی (چاوه) برای مدت کوتاهی متداول شد و نخستین بار پول کاغذی به نام چاو(موسوم به چاو مبارک) در تبریز چاپ شد اما بر اثر مقاومت شدید مردم کنار گذاشته شد.
اولین بانک ایرانی که به چاپ اسکناس پرداخت، بانک جدید شرق بود که مرکز آن در لندن قرار داشت و اسکناس‌های چاپ‌شده توسط این بانک در بانک بازرگانی ایران انتشار می‌یافت. اسکناس‌های چاپ شدهٔ این بانک از پنج قران به بالا بود. در سال ۱۲۶۷ هجری قمری، امتیاز چاپ اسکناس از بانک جدید شرق به بانک شاهی واگذار شد. بانک شاهنشاهی ایران طبق قرارداد رویترز حق انحصاری چاپ اسکناس را داشت، اما چاپ اسکناس همچنان در بانک جدید شرق انجام میگرفت و سیاست‌های پولی را نیز همین بانک تعیین میکرد. در سال ۱۲۸۵ هجری شمسی، نمایندگان نخستین مجلس شورای ملی خواستار تأسیس بانک ملی شدند، سرانجام در ۱۷ شهریور ۱۳۰۷ بانک ملی شروع به کار کرد. بانک شاهنشاهی تا سال ۱۳۰۹ شمسی به فعالیت خود ادامه می‌داد و در این سال ایران حق انحصاری نشر اسکناس را به مبلغ ۲۰۰ هزار لیرهٔ انگلیس خریداری کرد و مسئولیت چاپ اسکناس به بانک ملی ایران واگذار شد. در سال ۱۳۱۰ هجری شمسی اسکناس‌های چاپ‌شدهٔ قبلی از رده خارج شدند و به موجب مادهٔ ۵ قانون اصلاح (قانون واحد و مقیاس پول) حق انحصاری انتشار اسکناس به مدت ۱۰ سال به بانک ملی واگذار شد. از این تاریخ به بعد تعیین نوع طرح و مبلغ، نوع اسکناس و تعداد آن‌ها را بانک ملی تعیین می‌کرد و اسکناس‌ها همچنان در لندن چاپ می‌شدند. اولین اسکناس بانک ملی در فروردین ۱۳۱۱ چاپ شد. بانک ملی تا سال ۱۳۳۹ اقدام به نشر اسکناس می‌کرد تا اینکه با تأسیس بانک مرکزی، حق نشر اسکناس به بانک مرکزی ایران داده شد. تا پیش از سال ۱۳۶۲ شمسی، ایران اسکناس مورد نیاز خود را به کشورهای خارجی و بیشتر انگلستان سفارش می‌داد. اما از این سال به بعد با تأسیس کارخانه تولید کاغذ اوراق بهادار، رفته‌رفته اسکناس‌ها روی کاغذ ایرانی چاپ شدند و از سال ۱۳۶۷ کل اسکناسهای ایران در داخل چاپ می‌شوند اما تا سال ۱۳۸۱ همچنان کاغذ مورد نیاز از خارج کشور وارد می‌شد.

## محله ضرابخانه
محله ضرابخانه (سه راه ضرابخانه) در شهر تهران منطقه ۴ در تقاطع خیابان شریعتی، بزرگراه همت - زین الدین و ابتدای خیابان پاسداران است. هنوز آثاری از بنای ضرابخانه قجری و پهلوی در آنجا باقی است. محل نشر سکه و اسکناس و مؤسسه عالی بانکداری، موزه و مسجد ضرابخانه، در ابتدای خیابان پاسداران، یادگار همان دوران است.
بخش‌های مرتبط:باغ ضرابخانه سلطنت‌آباد (پاسداران کنونی)

## نگارخانه

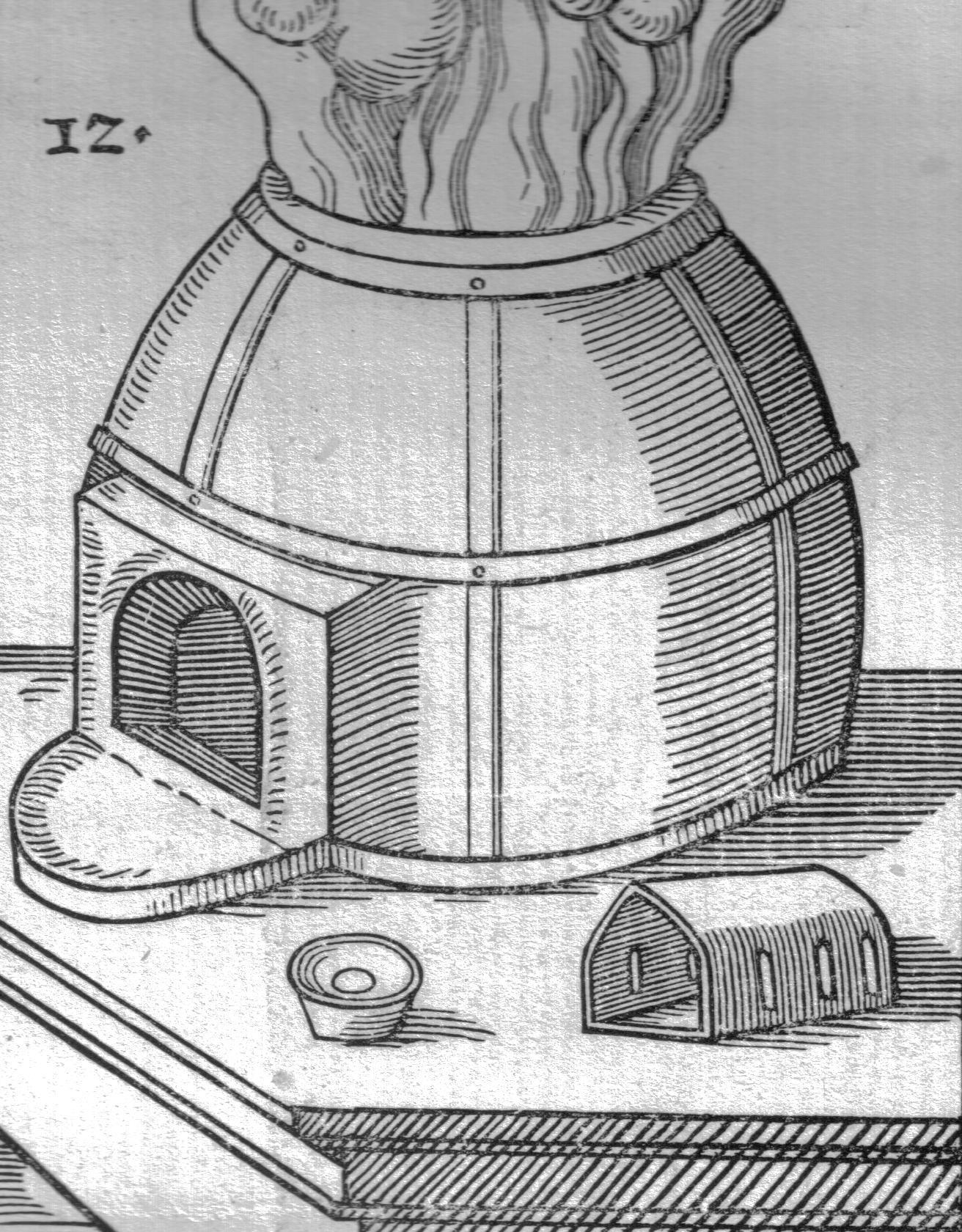
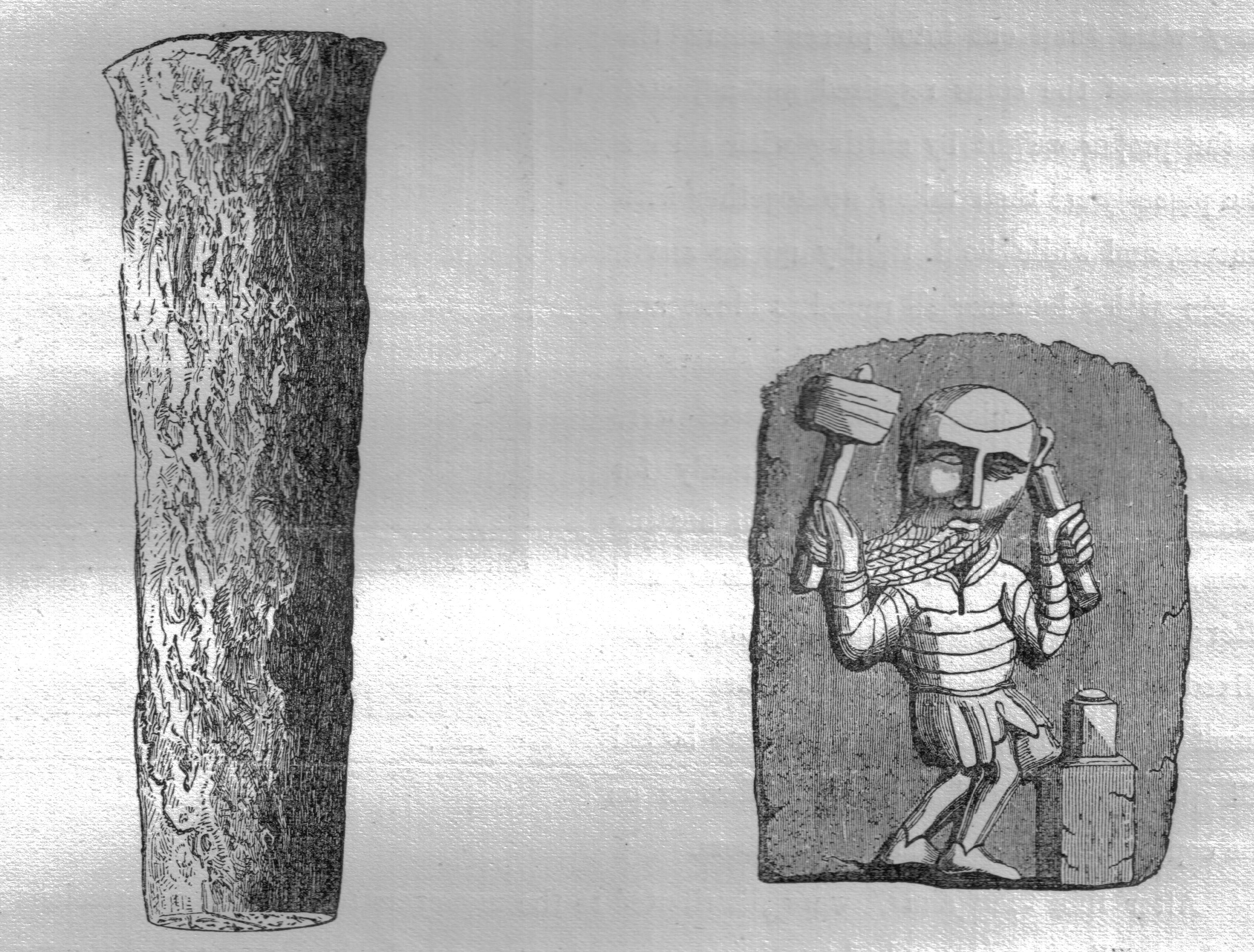
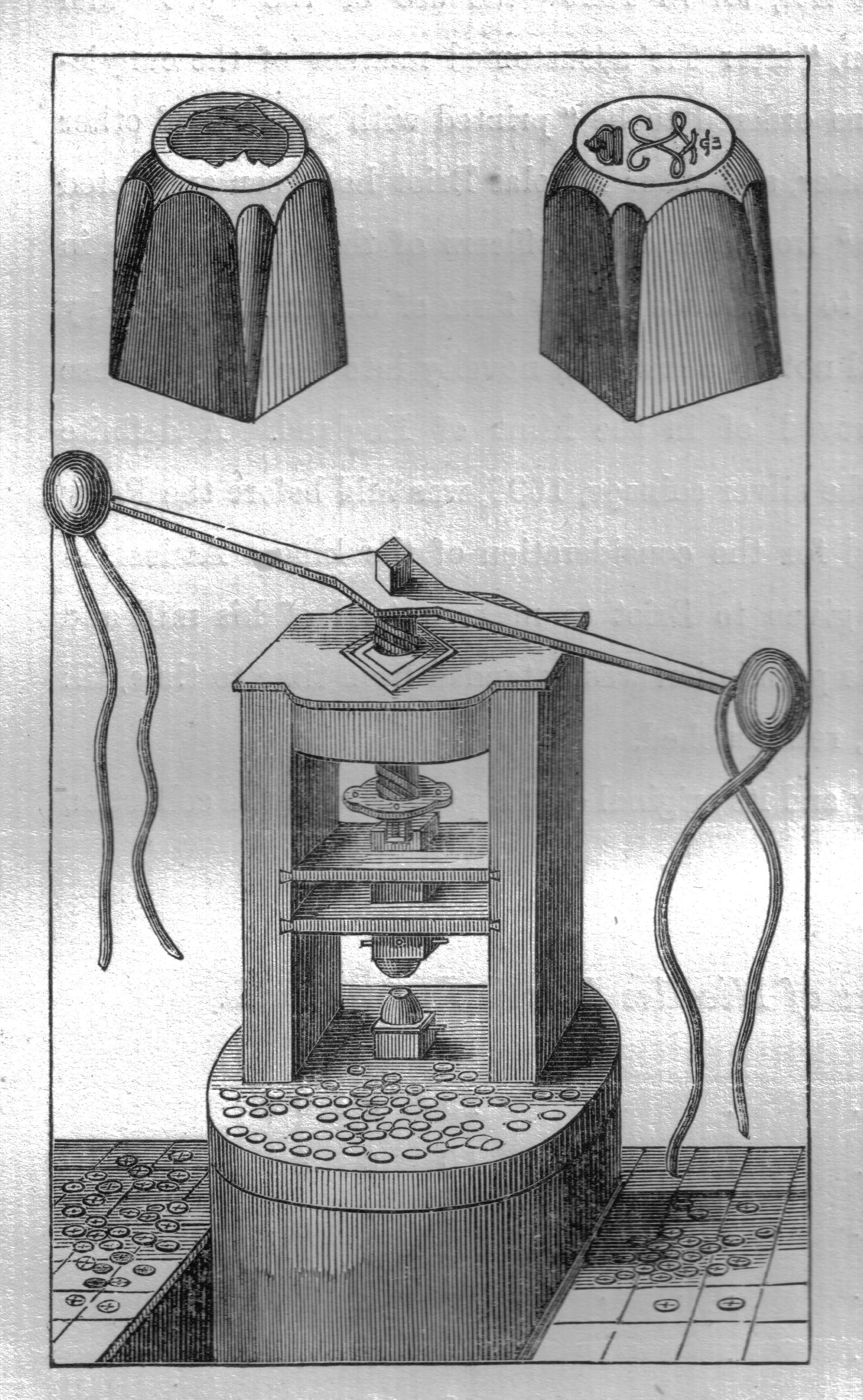
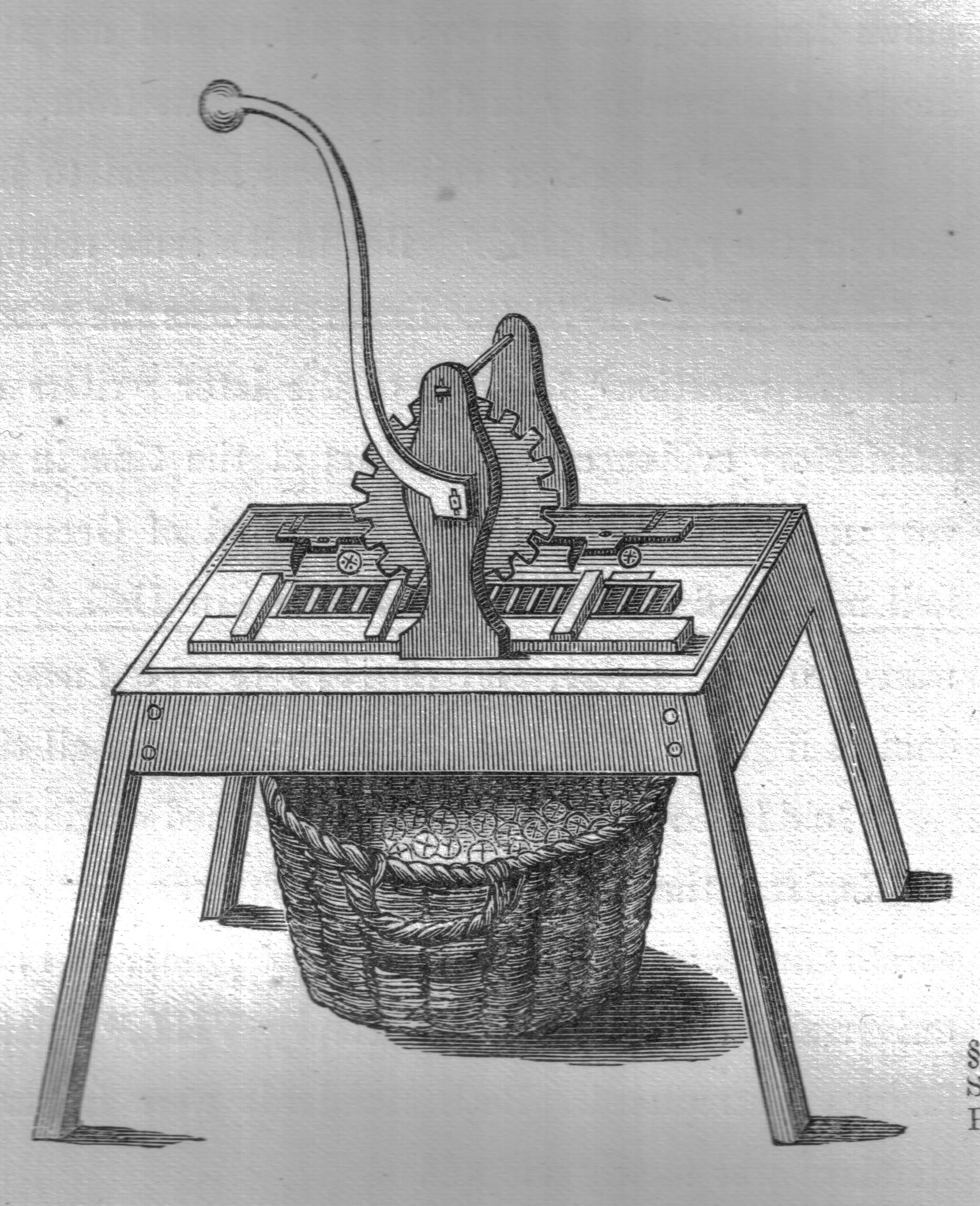